# Сучава (цинут)
Суча́ва (рум. Ținutul Suceava) — один із десяти цинутів Румунського королівства. Охоплювала територію Буковини та Північної Бессарабії. Адміністративний центр — Чернівці.

## Територіальний поділ
Цинут складався із семи жудеців:

- Дорохойського[ro] (центр Дорохой)
- Кимполунзького[ro] (Кимполунг)
- Радівецького (Радівці)
- Сторожинецького (Сторожинець)
- Сучавського[ro] (Сучава)
- Хотинського (Хотин)
- Чернівецького (Чернівці)